# Martin Regáli
Martin Regáli (Prešov, 12 de octubre de 1993) es un futbolista eslovaco que juega en la demarcación de delantero para el 1. FC Tatran Prešov de la 2. liga.

## Selección nacional
El 29 de marzo de 2022 hizo su debut con la selección de fútbol de Eslovaquia en un encuentro amistoso contra Noruega que finalizó con un resultado de 2-0 a favor del combinado noruego tras los goles de Erling Haaland y Martin Ødegaard.

## Clubes
| Club                        | País            | Año       | Partidos | Goles |
| --------------------------- | --------------- | --------- | -------- | ----- |
| MFK Zemplín Michalovce      | Eslovaquia      | 2013-2017 | 99       | 13    |
| FK Slavoj Trebišov (cedido) | Eslovaquia      | 2017      | 2        | 0     |
| MFK Zemplín Michalovce      | Eslovaquia      | 2018-2019 | 19       | 3     |
| FK Slavoj Trebišov (cedido) | Eslovaquia      | 2019      | 3        | 0     |
| MFK Ružomberok II           | Eslovaquia      | 2019      | 1        | 2     |
| MFK Ružomberok              | Eslovaquia      | 2019-2023 | 110      | 33    |
| K. V. Kortrijk              | Bélgica         | 2023-2024 | 14       | 0     |
| MFK Karviná                 | República Checa | 2024-2025 | 29       | 4     |
| 1. FC Tatran Prešov         | Eslovaquia      | 2025-     | 12       | 8     |